# Focusrite
Focusrite est un constructeur britannique de matériel audio fondé en 1985.

## Historique
Fondée en 1985 par l'ingénieur du son Rupert Neve, déjà à l'origine du matériel Neve qu'il a cédé en 1973, l'entreprise se destine à vendre du matériel professionnel de haut de gamme et particulièrement onéreux.
En 1989, l'entreprise en difficultés financières est reprise par Phil Dudderidge, ancien ingénieur du son de Led Zeppelin, qui vient de quitter l'entreprise qu'il a fondée en 1973, Soundcraft.
Focusrite rachète en 2004 le constructeur britannique d'instruments de musique Novation.

## Produits
Focusrite conçoit et produit des cartes son professionnelles, des préamplificateurs pour microphone, des égaliseurs analogiques, des consoles de mixage professionnelles...

## Galerie

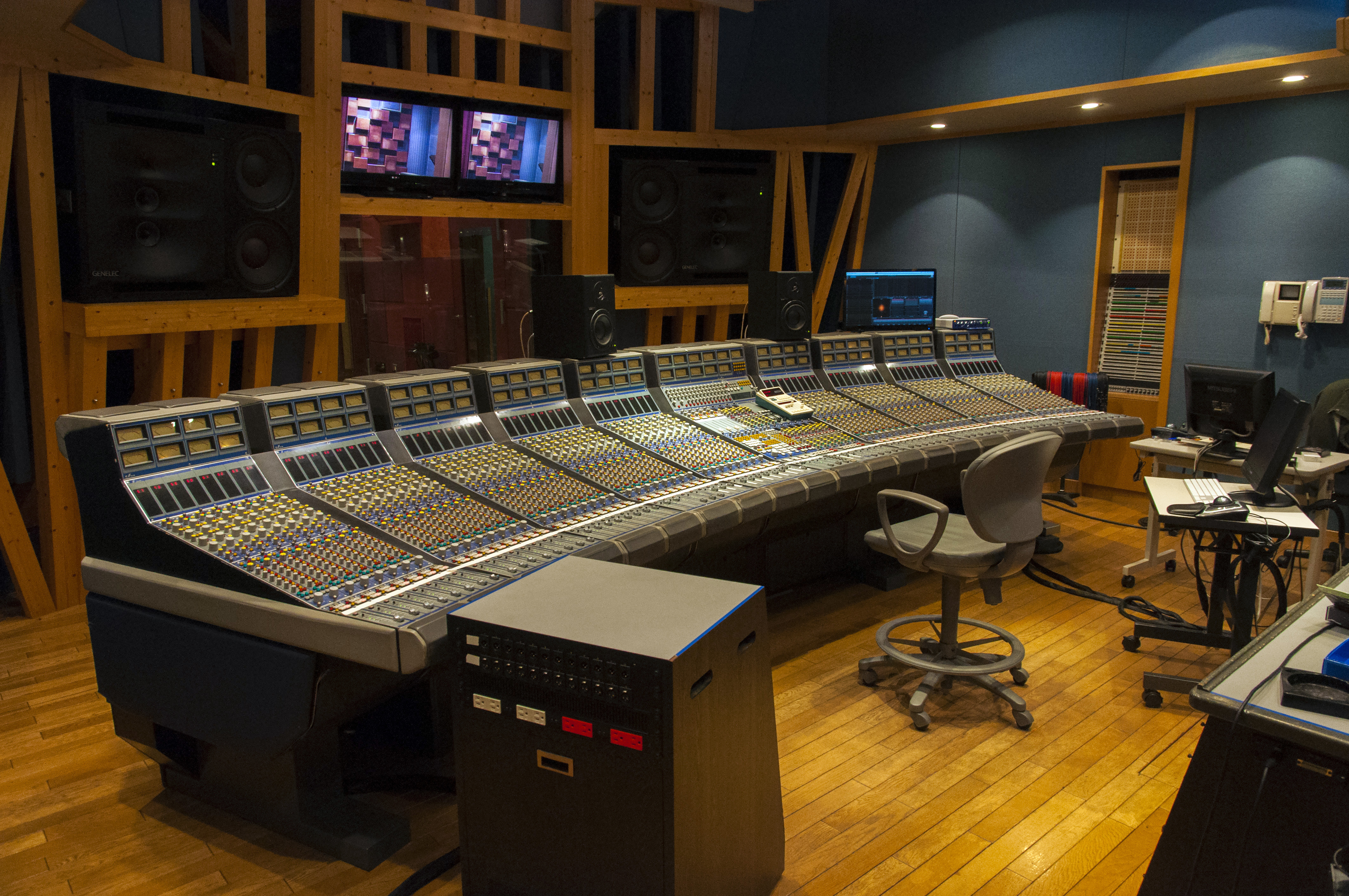
Focusrite Console 72in 48out with GML Fader Automation au CRESCENTE STUDIO, Setagaya, Tokyo Japan.
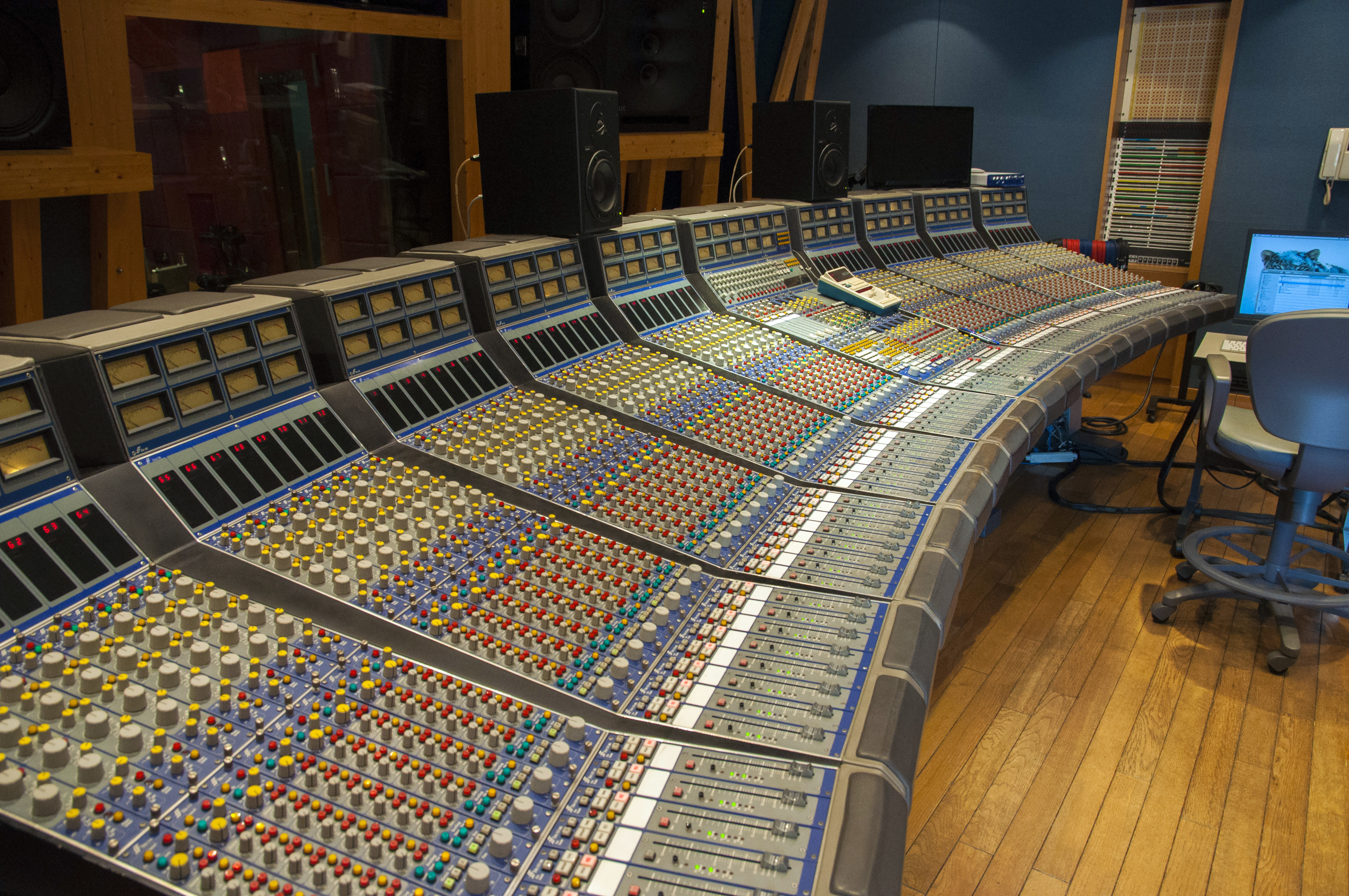
Focusrite Console 72in 48out with GML Fader Automation.
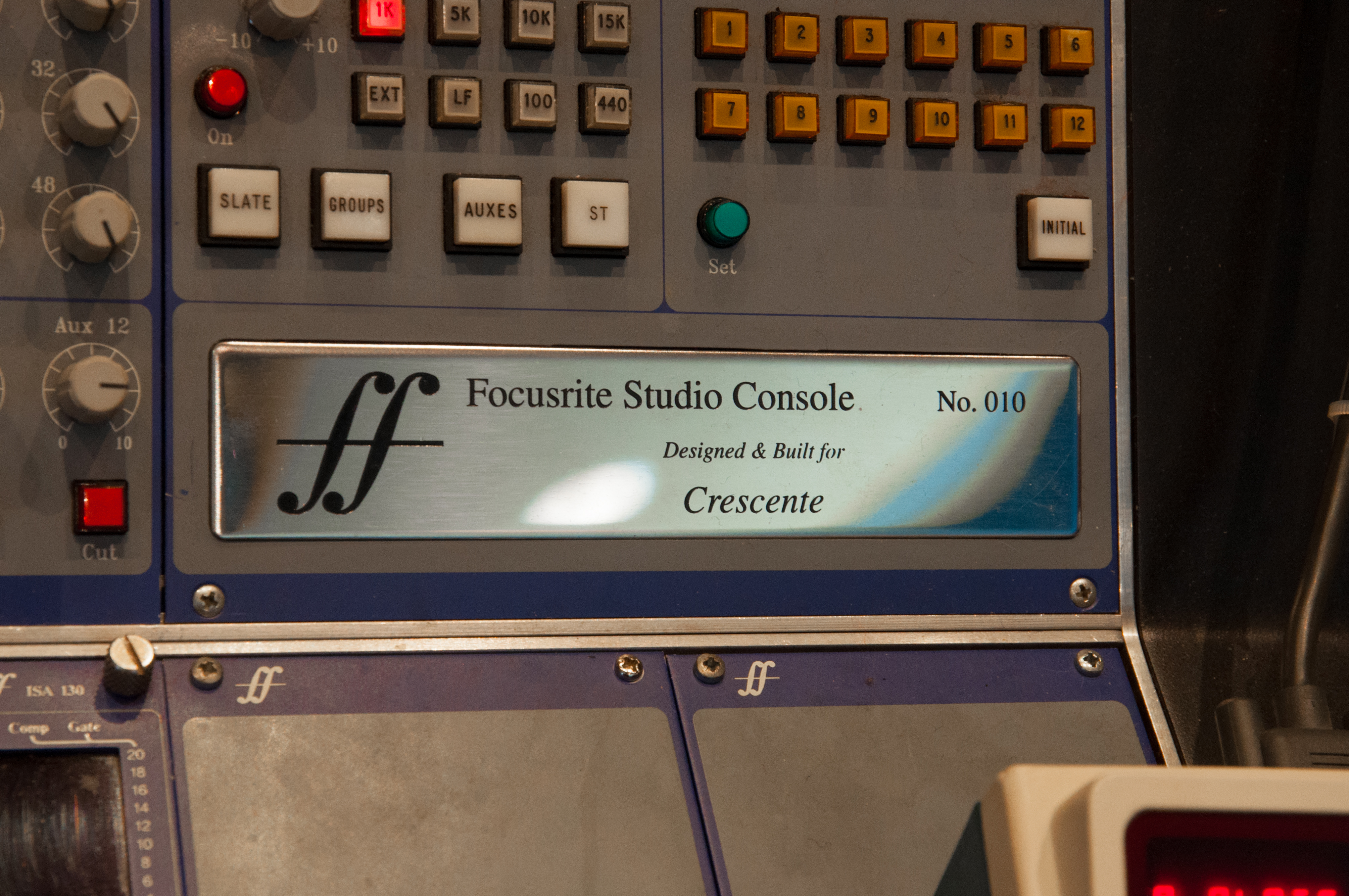
10 Plate of Focusrite Console 72in 48out with GML Fader Automation.
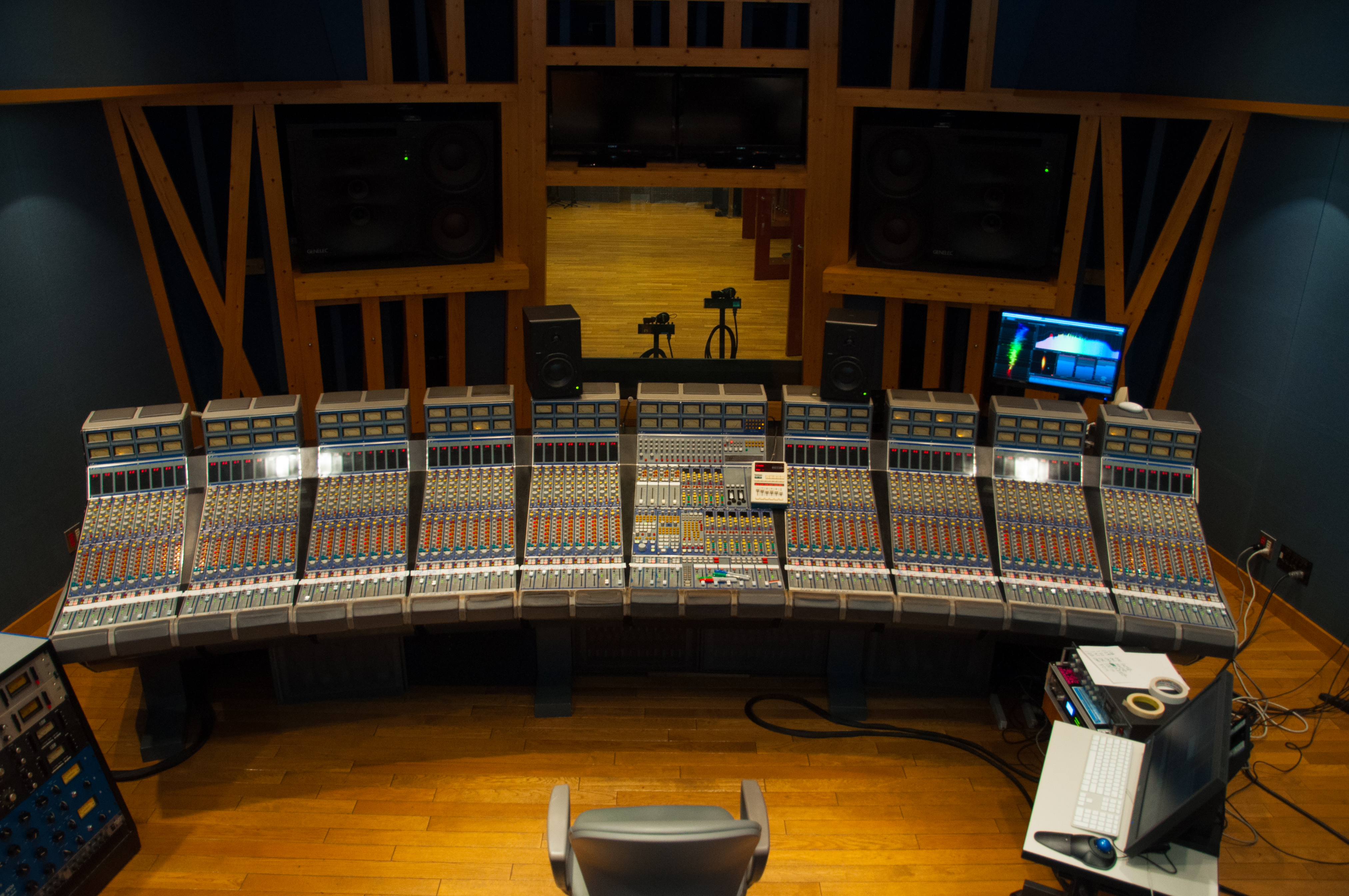
Focusrite Console 72in 48out with GML Fader Automation .
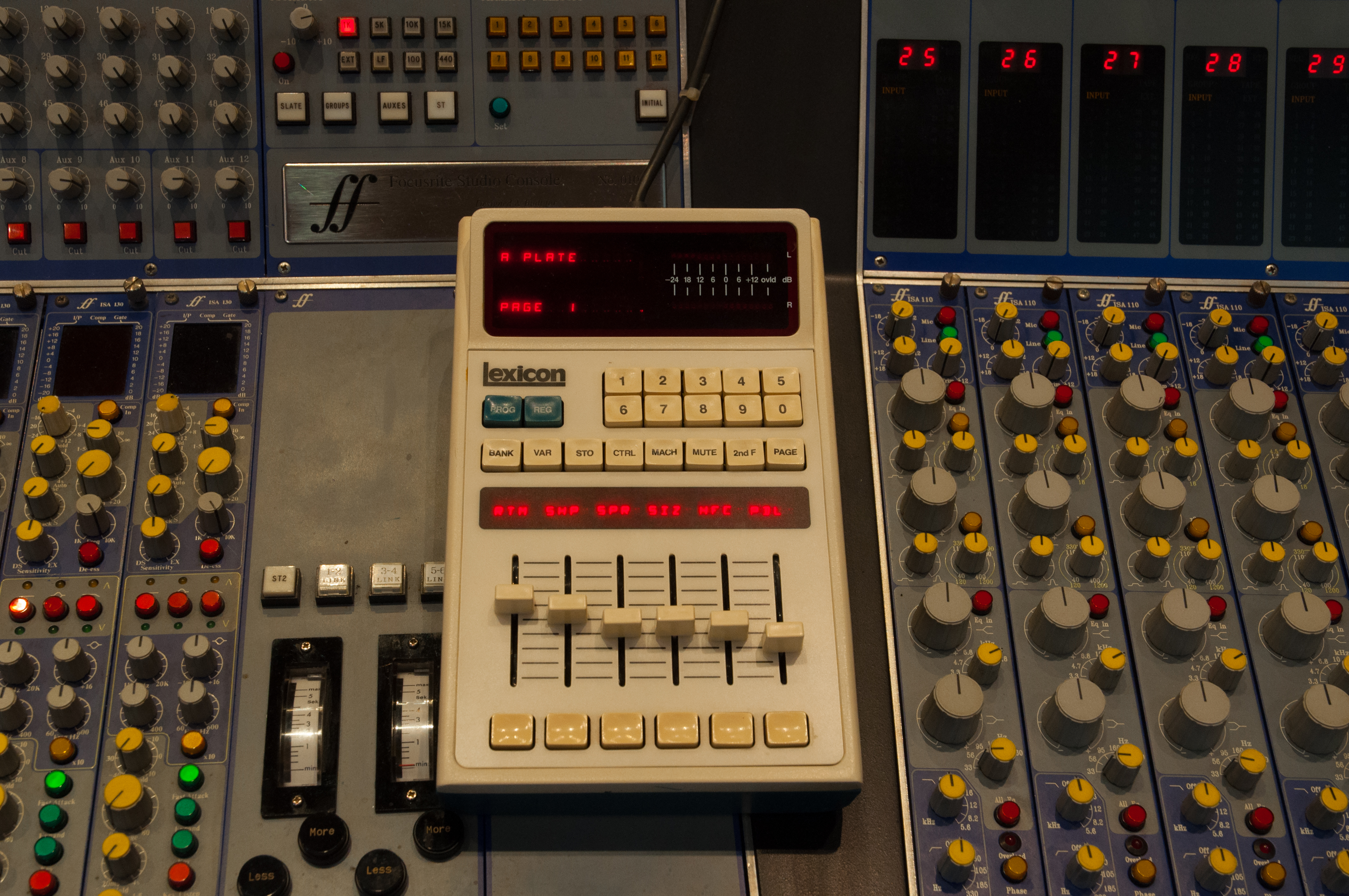
Lexicon 480L LARC Focusrite Console 72in 48out with GML Fader Automation.